# فاوستو فيراري
فاوستو فيراري (بالإيطالية: Fausto Ferrari)‏ (9 مارس 1980 ببافولو نل فرينيانو في إيطاليا - ) هو لاعب كرة قدم إيطالي في مركز الهجوم. لعب مع نادي أسكولي ونادي ألساندريا ونادي بولونيا ونادي بيزا ونادي ساسولو ونادي كاربي ونادي لوكيزي ونادي فيورينزولا 1922 وValenzana Mado ‏ ونادي مونتيكياري ونادي لوميتساني واتحاد بافيا لكرة القدم ونادي غوبيو وRosetana Calcio ‏ وFC Castiglione ‏ وASD Victor San Marino ‏.

## روابط خارجية
- فاوستو فيراري على موقع قاعدة بيانات كرة القدم.إي يو (الإنجليزية)
- فاوستو فيراري على موقع Soccerway.com (الإنجليزية)
- فاوستو فيراري على موقع عالم كرة القدم.نت (الإنجليزية)